# Districte de Metuge
El Districte de Metuge és un districte de Moçambic, situat a la província de Cabo Delgado. Fins Té una superfície 1.612 kilòmetres quadrats. En 2015 comptava amb una població de 82.113 habitants. Limita al nord al districte de Quissanga, a l'oest amb el districte d'Ancuabe, al sud amb el districte de Mueda i amb el districte de Mecúfi i a l'est amb el municipi de Pemba i l'oceà Índic. El nom del districte fou canviat de Pemba-Metuge a Metuge en març de 2013.

## Divisió administrativa
El districte està dividit en quatre postos administrativos (Metuge i Mieze), compostos per les següents localitats:
- Posto Administrativo de Metuge:
  - Messanja
  - Metuge,
  - Nacuta
- Posto Administrativo de Mieze:
  - Mieze,
  - Nanlia